# Mychajliwka (Saporischschja)
Mychajliwka (ukrainisch Михайлівка; russisch Михайловка Michailowka) ist ein Dorf im Norden der ukrainischen Oblast Saporischschja mit etwa 2000 Einwohnern.
Das Dorf wurde Mitte des 19. Jahrhunderts durch ehemalige Leibeigene aus dem Gouvernement Kursk gegründet und liegt am Ufer des Flusses Wilnjanka (Вільнянка) an der Europastraße 105, 14 Kilometer westlich der ehemaligen Rajonshauptstadt Wilnjansk und 17 Kilometer nördlich der Oblasthauptstadt Saporischschja.

## Verwaltungsgliederung
Am 9. Februar 2018 wurde das Dorf zum Zentrum der neugegründeten Landgemeinde Mychajliwka (Михайлівська сільська громада/Mychajliwska silska hromada). Zu dieser zählten auch die 14 in der untenstehenden Tabelle aufgelisteten Dörfer, bis dahin bildete es zusammen mit den Dörfern Andrijwka, Heorhijiwske, Krynytschne, Nahirne, Saporiske, Serhijiwka, Sokoliwka, Wassyliwske, Wilnoandrijiwka und Wilnokurjaniwske die gleichnamige Landratsgemeinde Mychajliwka (Михайлівська сільська рада/Mychajliwska silska rada) im Südwesten des Rajons Wilnjansk.
Am 17. Juli 2020 kam es im Zuge einer großen Rajonsreform zum Anschluss des Rajonsgebietes an den Rajon Saporischschja.
Folgende Orte sind neben dem Hauptort Mychajliwka Teil der Gemeinde:
| Name                     | Name               | Name                                    |
| ukrainisch transkribiert | ukrainisch         | russisch                                |
| ------------------------ | ------------------ | --------------------------------------- |
| Andrijiwka               | Андріївка          | Андреевка (Andrejewka)                  |
| Bohatyriwka              | Богатирівка        | Богатыревка (Bogatyrewka)               |
| Heorhijiwske             | Георгіївське       | Георгиевское (Georgiewskoje)            |
| Krynytschne              | Криничне           | Криничное (Krinitschnoje)               |
| Ljuzerna                 | Люцерна            | Люцерна                                 |
| Nahirne                  | Нагірне            | Нагорное (Nagornoje)                    |
| Saporiske                | Запорізьке         | Запорожское (Saporoschskoje)            |
| Serhijiwka               | Сергіївка          | Сергеевка (Sergejewka)                  |
| Sokoliwka                | Соколівка          | Соколовка (Sokolowka)                   |
| Wassyliwske              | Василівське        | Василевка (Wassilewka)                  |
| Wilnoandrijiwka          | Вільноандріївка    | Вольноандреевка (Wolnoandrejewka)       |
| Wilnohruschiwske         | Вільногрушівське   | Вольногрушевское (Wolnogruschewskoje)   |
| Wilnokurjaniwske         | Вільнокур’янівське | Вольнокурьяновское (Wolnokurjanowskoje) |
| Wilnoulaniwske           | Вільноуланівське   | Вольноулановское (Wolnoulanowskoje)     |